# Alteburg (Biebergemünd)
Die Alteburg ist ein keltischer Siedlungsplatz auf dem Gebiet von Biebergemünd im Main-Kinzig-Kreis in Hessen. Sie überragt den Kasselgrund 3,5 Kilometer südlich von Biebergemünd-Kassel auf dem Hoppesberg.

## Beschreibung

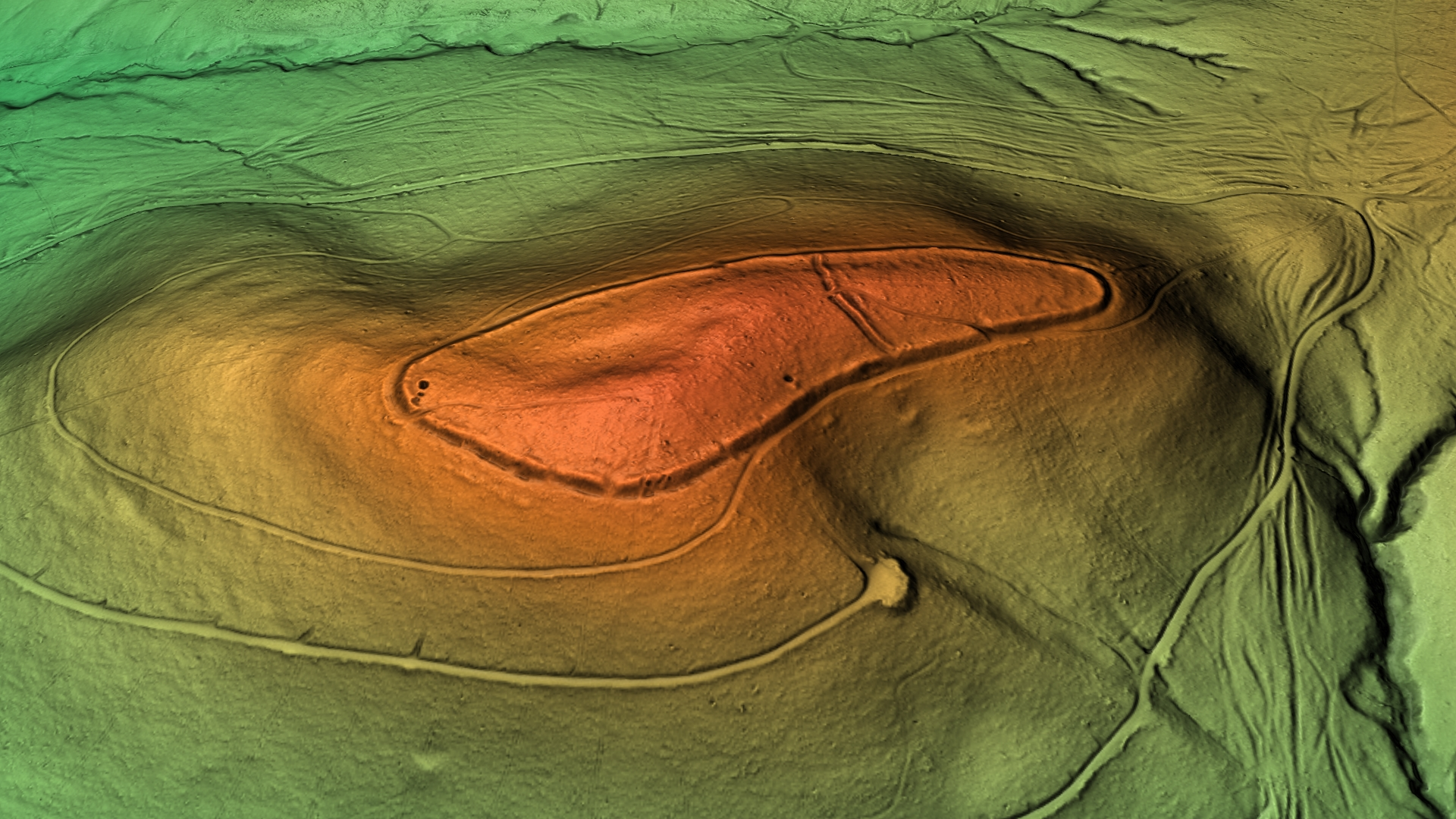
3D-Ansicht des digitalen Geländemodells

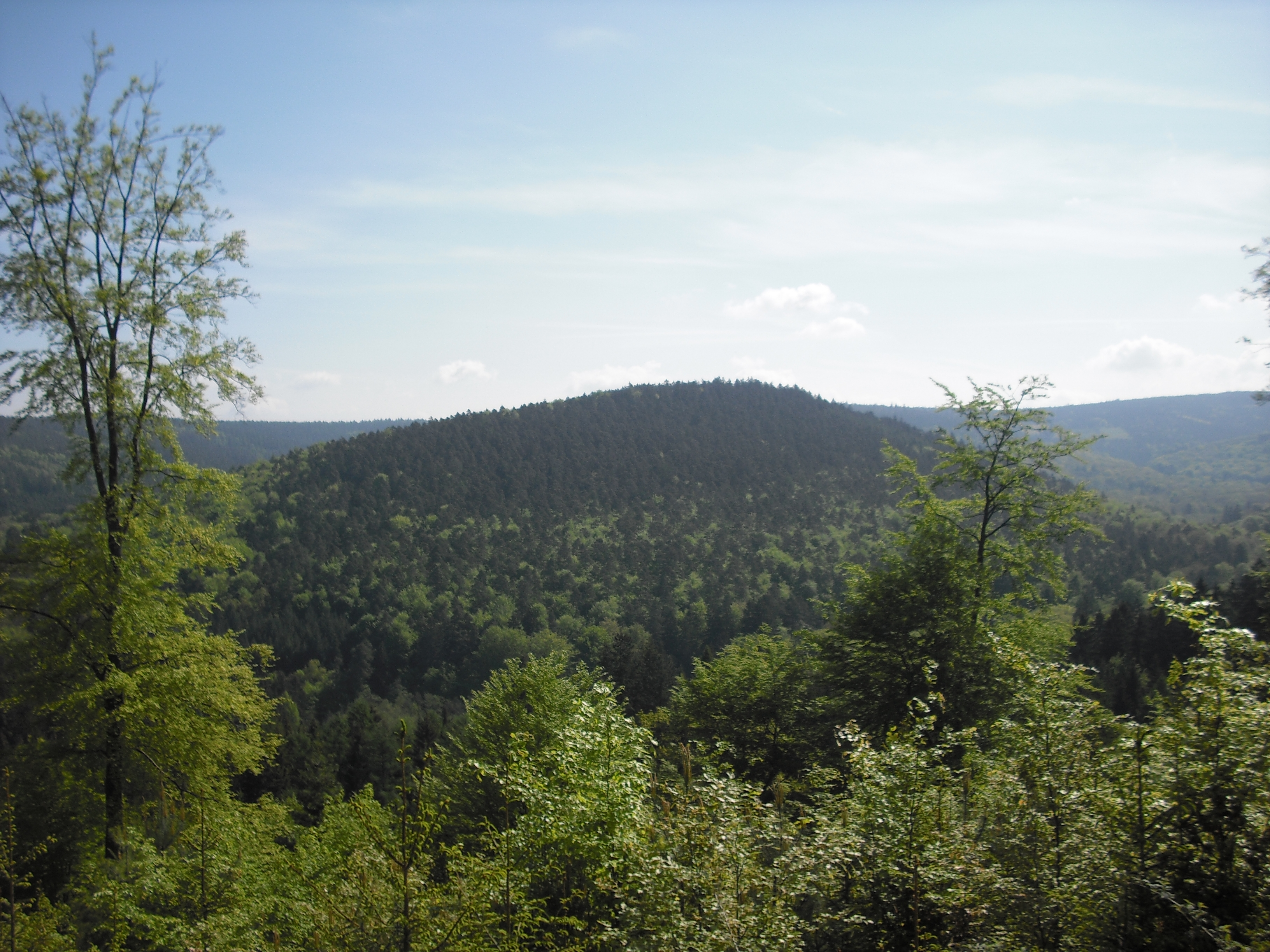
Alteburg, Erhebung, auf der der Ringwall errichtet wurde

Es handelt sich hierbei um eine Ringwallanlage (Wallburg) mit zwei Toren, welche von einem Graben umgeben ist und von einer steinernen Mauer umgeben war. Im Ostteil der Anlage war die Befestigung schwächer ausgeprägt. Archäologische Funde aus der Alteburg sind im Biebergrund-Museum in Biebergemünd-Bieber ausgestellt. Die Befestigungsanlage wurde in Teilen durch den Geschichtsverein Biebergemünd rekonstruiert. Die oval West-Ost ausgerichtete Anlage der Alteburg umfasst eine Fläche 61.300 m2 und einem Umfang von etwas mehr als 1100 Metern. Der West-Ost Durchmesser beträgt knapp 480 Meter; der Nord-Süd Durchmesser im Westen maximal 200 Meter, im Osten (wo der spätere Abschnittswall die Anlage unterteilt) nur etwa 100 Meter. Im Zentrum befanden sich Wohnunterkünfte aus Holz und Lehm. Holzkohlereste konnten auf um 500 vor Christus datiert werden.
Die Anlage wurde 1999 und 2000 geophysikalisch untersucht. Auf dieser Grundlage wurde eine Grabung des Hessischen Landesamtes für Denkmalpflege durchgeführt. Hierbei wurden auch vorkeltische Funde gemacht. Außerdem stieß man auf Reste römischer Gefäße aus dem 4. oder frühen 5. sowie Holzkohlereste aus dem 8. Jahrhundert nach Christus. Daraus wird geschlossen, dass dieser Siedlungsplatz auch in Vor- und Nachkeltischer Zeit besiedelt war. 2004 wurde die Alteburg von der Universität Mainz archäologisch untersucht.
C-14-Datierungen von Holzkohleresten konnten die 117 Meter lange zusätzliche Abschnittsmauer, die den Ringwall ca. 1/3 zu 2/3 teilt, als nachträglich eingefügt bestimmen, und auf die karolingische Epoche festlegen. Vermutlich wurde die Anlage also in verkleinertem Maße zu dieser Zeit erneut genutzt.

## Kulturrundweg
Rund um die Alteburg führt heute ein Kulturrundweg „Auf den Spuren der Kelten“, und sie liegt an der Keltenstraße.

## Beziehung zum Ortsnamen von Kassel
Es wird vermutet, dass sich der Name des benachbarten Dorfes Kassel (Cassela) von der Burganlage herleitet. Als „castella“ wurden im Mittelalter Burganlagen und Königshöfe bezeichnet.